# Zygmunt Najdowski

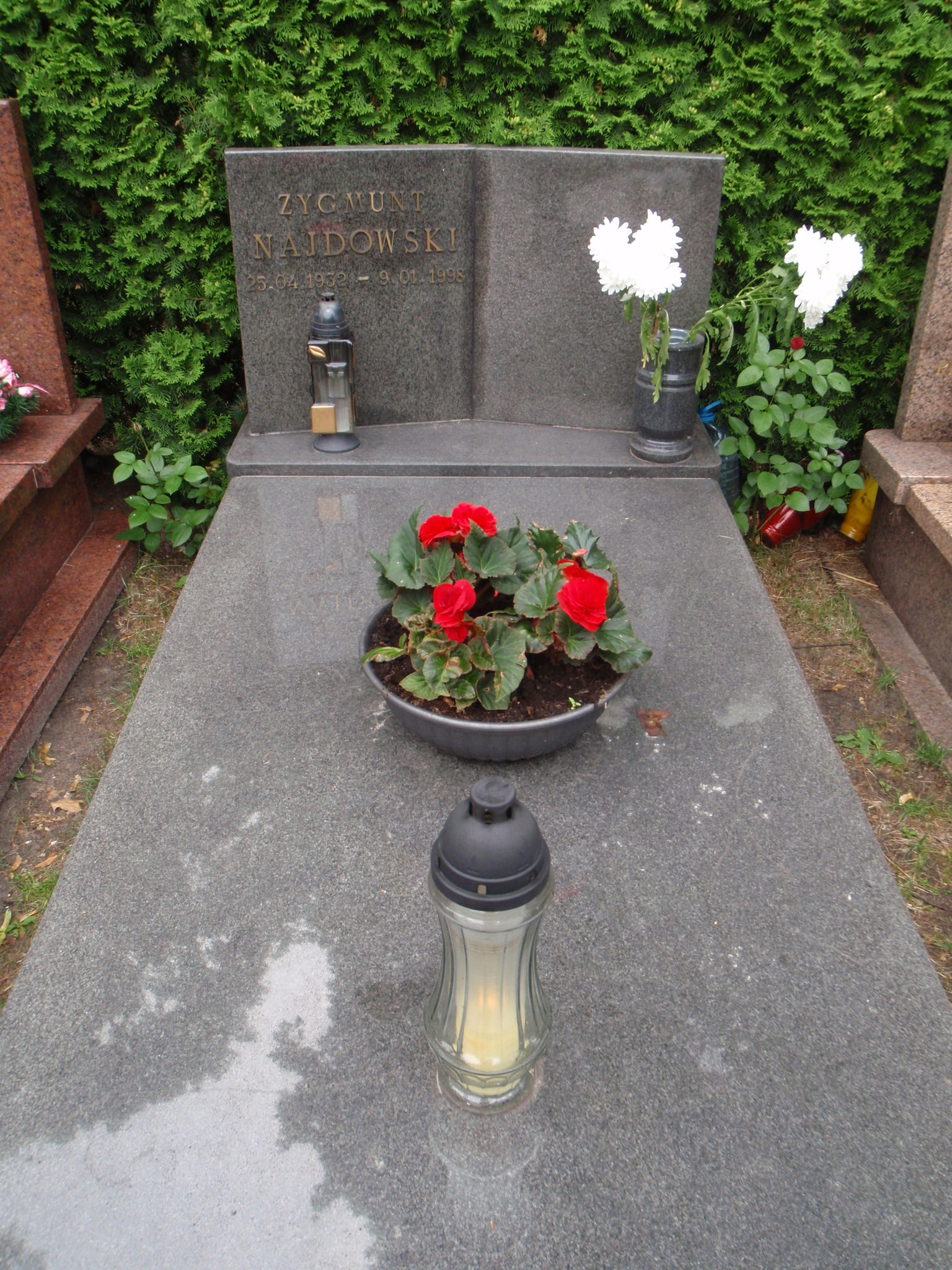
Grób Zygmunta Najdowskiego na Cmentarzu Wojskowym na Powązkach w Warszawie

Zygmunt Józef Najdowski (ur. 25 kwietnia 1932 w Cerekwicy, zm. 9 stycznia 1998) – polski doktor nauk historycznych i polityk. Minister kultury i sztuki (1978–1980), poseł na Sejm PRL VII kadencji.

## Życiorys
Syn Józefa i Heleny. Ukończył studia w kierunku filologia polska na Uniwersytecie Mikołaja Kopernika w Toruniu, został także doktorem historii w 1980 w Wyższej Szkole Nauk Społecznych przy KC PZPR.
Od 1954 należał do Polskiej Zjednoczonej Partii Robotniczej. W 1957 został sekretarzem w Zarządzie Wojewódzkim Związku Młodzieży Polskiej w Bydgoszczy. Od 1964 do 1969 pełnił funkcję wiceprzewodniczącego Zarządu Głównego Związku Młodzieży Socjalistycznej w Warszawie. Od 1957 do 1959 I sekretarz Komitetu Uczelnianego na UMK, był zastępcą kierownika wydziału Propagandy Komitetu Wojewódzkiego w Bydgoszczy (1959–1960), został instruktorem partyjnym w wydziałach Komitetu Centralnego PZPR (1960–1973). W 1973 został sekretarzem KW PZPR w Zielonej Górze, a w latach 1975–1978 i 1980–1981 był I sekretarzem KW PZPR w Toruniu. W 1975 był przewodniczącym Wojewódzkiej Rady Narodowej. Od 1975 do 1981 był członkiem KC PZPR. W latach 70. zasiadał w Radzie Redakcyjnej organu teoretycznego i politycznego KC PZPR „Nowe Drogi”.
W latach 1976–1980 był posłem na Sejm PRL VII kadencji. Od 20 lipca 1978 do 8 października 1980 był ministrem kultury i sztuki w rządach Piotra Jaroszewicza i Edwarda Babiucha oraz Edwarda Babiucha i Józefa Pińkowskiego (wcześniej był krótko podsekretarzem stanu w tym ministerstwie).
W czerwcu 1981 domagał się siłowych rozwiązań wobec „Solidarności”. Po 1989 był członkiem założycielem i pierwszym sekretarzem zarządu krajowego Stowarzyszenia Marksistów Polskich, a także współtworzył partię Związek Komunistów Polskich „Proletariat”.
Był odznaczony m.in. Krzyżem Kawalerskim Orderu Odrodzenia Polski, Brązowym Medalem „Za zasługi dla obronności kraju” (1967) oraz Złotym Medalem „Za Zasługi dla Pożarnictwa” (1968).
Został pochowany na Cmentarzu Wojskowym na Powązkach w Warszawie (kwatera A 3 Tuje rz. 3 m. 40).